# Барбара Гонзага
Ба́рбара Гонза́га (итал. Barbara Gonzaga, нем. Barbara Gonzaga; 11 декабря 1455, Мантуя, Мантуанское маркграфство — 31 мая 1503, Бёблинген, Вюртембергское герцогство) — принцесса из дома Гонзага, дочь мантуанского маркграфа Лудовико III. Супруга Эберхарда V Бородатого; замужестве — графиня Вюртемберг-Урахская и герцогиня Вюртембергская.

## Биография

### Ранние годы
Родилась в Мантуе 11 декабря 1455 года в семье маркграфа Лудовико III и маркграфини Барбары Бранденбургской, урождённой принцессы из дома Гогенцоллернов. По отцовской линии приходилась внучкой первому мантуанскому маркграфу Джанфранческо Гонзага и маркграфине Паоле Малатеста. По материнской линии была внучкой бранденбургского маркграфа Иоганна Алхимика и маркграфини Барбары Саксен-Виттенбергской.
Получила хорошее домашнее образование. Говорила на итальянском и немецком языках, также владела латинским и древнегреческим языками, разбиралась в истории и литературе, интересовалась искусством и культурой. В 1467 году родители Барбары начали поиски подходящей для неё партии. Ими планировался брак принцессы с баденским маркграфом Кристофом I, но стороны не смогли договориться о размерах приданного невесты. В 1468 году рассматривался брак Барбары с миланским герцогом Галеаццо Марией Сфорца, а в 1472 году — с польским королём Казимиром IV.

### Брак
Наконец, по предложению бранденбургского курфюрста Альбрехта III, двоюродного деда Барбары, был спланирован брак принцессы с урахским графом Эберхардом V Бородатым. Свадебные торжества прошли в Мантуе 12 апреля 1474 года. Согласно брачному контракту Барбара получила в приданое 20 000 гульденов (15 000 были выплачены сразу, 5 000 — по прибытии к мужу), богатые одеяния и ковры, ювелирные изделия, серебряную посуду на сумму в 9000 гульденов, библиотеку и картины.
Вскоре после свадьбы Эберхард вернулся домой. Барбара выехала к супругу через несколько месяцев в сопровождении конной охраны во главе с братом Родольфо. Кортеж состоял из двух больших карет и четырёх телег с двумястами семнадцатью лошадьми и тридцатью вьючными животными. Через три с половиной недели Барбара прибыла в Кемптен, откуда уже в сопровождении охраны, посланной супругом, продолжила следовать в Урах. У столицы своих владений Эберхард лично встретил молодую жену. 4—7 июля 1474 года в урахском замке, в присутствии многочисленных высокопоставленных гостей, прошли торжества по случаю приезда графини. Всего город за это время посетили тринадцать тысяч человек.
В 1483 году после объединения всех земель Вюртембергского дома под началом Эберхарда и провозглашения его герцогом под именем Эберхарда I двор переехал из Ураха в Штутгарт. По свидетельству современников, Барбара пользовалась большим влиянием на супруга. Герцог не имел систематического образования, но был очень любознательным человеком. До свадьбы он много путешествовал, совершил паломничество в Святую Землю. Образованная жена познакомила его с итальянским искусством, музыкой и философией гуманистов. Она сыграла важную роль в основании Тюбингенского университета, поддержав супруга в реализации этого проекта. Барбара обладала политическим талантом, вероятно, унаследованным ею от матери. Кроме того, она интересовалась садоводством, земледелием и разведением домашних животных. В 1491 году ею были приобретены ферма в Вальденбухе и сад под стенами штутгартского замка.
2 августа 1475 года в семье Эберхарда и Барбары родилась дочь Барбара, которая умерла вскоре после рождения. Это была единственная беременность вюртембергской герцогини. Неспособность родить мужу наследника была причиной частых депрессий у Барбары.

### Поздние годы и смерть
После смерти Эберхарда I в 1496 году, вдовствующая герцогиня переехала в замок в Бёблингене. Здесь в 1501 году ею был приобретён ещё один сад. Барбара поддерживала переписку со двором в Мантуе. В одном из последних своих писем, она выразила желание вернуться в родной город. Однако желание вдовствующей герцогини осталось не реализованным. Барбара умерла 31 мая 1503 года в Бёблингене. Она была похоронена в монастыре доминиканцев под Кирххайм-унтер-Текком. Часть оставленного ею наследства отошла к родственникам в Мантуе.
Сохранилось прижизненное изображение Барбары кисти Мантеньи. Она изображена на росписи 1474 года в Брачных чертогах Герцогского дворца в Мантуе. Витраж с изображением вюртембергской герцогини в университетской церкви Тюбингена был выполнен в современное время и является фантазией автора. В Бад-Урахе её имя носит общеобразовательная школа.